# Quercus pseudinfectoria
Quercus pseudinfectoria är en bokväxtart som beskrevs av Aimée Antoinette Camus. Quercus pseudinfectoria ingår i släktet ekar, och familjen bokväxter.
Artens utbredningsområde är Turkiet. Inga underarter finns listade i Catalogue of Life.